# Jeffrey H. Tigay
Jeffrey Howard Tigay (né à Detroit le 25 décembre 1941) est un savant biblique moderne qui est surtout connu pour l'étude du Deutéronome et pour ses contributions au volume Deutéronome du JPS Torah Commentary (1996). 

## Biographie
Jeffrey H. Tigay a fait ses études à l'Université Columbia et a obtenu son BA en 1963. Il a poursuivi son ordination rabbinique au Jewish Theological Seminary of America (MHL, 1966) obtenant son « doctorat in Comparative Biblical and Ancient Near Eastern Étudies  » de l'Université Yale. 

## Publications
- Literary-Critical Studies in the Gilgamesh Epic: an Assyriological contribution to Biblical literary criticism (Yale University Press, 1971)
- The Evolution of the Gilgamesh Epic (University of Pennsylvania Press, 1982)
- Empirical Models for Biblical Criticism (University of Pennsylvania Press, 1985)
- You Shall Have No Other Gods. Israelite Religion in the Light of Hebrew Inscriptions (Harvard Semitic Studies/Scholars Press, 1986)
- Studies in Midrash and related literature co-authored with Judah Goldin, Barry L. Eichler (Jewish Publication Society, 1988)
- Deuteronomy (Devarim): the traditional Hebrew text with the new JPS translation (Jewish Publication Society, 1996)
- Tehillah le-Moshe: Biblical and Judaic studies in honor of Moshe Greenberg co-authored with Moshe Greenberg, Mordechai Cogan, Barry L. Eichler (Eisenbrauns, 1997)